# Кабо-вердианско-чилийские отношения
Отношения Кабо-Верде и Чили касаются дипломатических отношений между Кабо-Верде и Чили.

## История
Официальные дипломатические отношения между Республикой Кабо-Верде и Республикой Чили являются спокойными дипломатическими отношениями — они не напряжены, и лишь несколько видов сотрудничества имеют место в рамках многосторонних организаций, в которые входят государства-члены, такие как Организация Объединённых Наций. Дипломатические отношения между Кабо-Верде и Чили были официально установлены 20 октября 1999 года.
В 1892 году Чили открыла консульство в Кабо-Верде (ныне недействующее), консульство стало одним из первых представительств южноамериканской страны на африканском континенте.
Граждане Чили, желающие въехать, посетить и остаться в Кабо-Верде, не обязаны для этого выдавать въездную визу, но получают её при въезде в страну. Напротив, граждане Кабо-Верде, которые хотят въехать, посетить и остаться в Чили, должны для этого выдать въездную визу.

## Дипломатические представительства
- Чили не представлена в Кабо-Верде ни на уровне посольств, ни на уровне консульств[3].
- Кабо-Верде не представлена в Чили ни на уровне посольств, ни на уровне консульств[3].